# Sporobacterium
Sporobacterium es un género de bacterias grampositivas de la familia Lachnospiraceae. Actualmente (2023) sólo contiene una especie: Sporobacterium olearium. Fue descrita en el año 1999. Su etimología hace referencia a la formación de esporas. El nombre de la especie hace referencia a aceite. Es anaerobia estricta, móvil por flagelación perítrica y formadora de esporas terminales. Temperatura de crecimiento entre 25-45 °C, óptima de 37-40 °C. Se ha aislado de un digestor metanógeno alimentado por restos de aceite de oliva. También se ha aislado del intestino de gasterópodos (Rapana venosa).